# Polyneoptera
I Polineotteri (Polyneoptera MARTYNOV, 1923) costituiscono un raggruppamento di Insetti alati o secondariamente atteri della sottoclasse Pterygota inquadrato, secondo gli schemi tassonomici, in differenti ranghi sistematici.
I Polineotteri sono insetti generalmente emimetaboli o pseudoametaboli nelle specie secondariamente attere. In generale hanno l'addome provvisto di cerci e apparato boccale di tipo masticatore.
Quando sono presenti, le ali sono provviste di regione jugale e sono articolate, perciò si ripiegano sull'addome in fase di riposo.

## Sistematica
L'inquadramento sistematico non è concorde. Alcuni schemi identificano questo gruppo nel rango di sottodivisione, altri nel rango di superordine. Differenze esistono, inoltre, nella ripartizione in ordini e nella definizione di ranghi sistematici intermedi. La suddivisione tradizionale comprende i seguenti ordini:
- Superordine Polyneoptera

- Blattodea
- Mantodea
- Isoptera
- Zoraptera
- Plecoptera
- Embioptera
- Grylloblattodea
- Dermaptera
- Phasmatodea
- Orthoptera
- Mantophasmatodea

Alcuni schemi riuniscono i Blattodea, i Mantodea e gli Isoptera in unico ordine, denominato Dictyoptera, nome usato anche come sinonimo di Blattodea.